# Gessime Yassine
Gessime Yassine, né le 22 novembre 2005 à Salon-de-Provence (France), est un footballeur franco-marocain jouant au poste d'ailier droit à l'USL Dunkerque.

## Biographie

### Naissance et jeunesse
Natif de Salon-de-Provence, il grandit à Avignon, au sud de la France. Âgé seulement de deux ans, il joue déjà le football avec des oeufs. Il est rapidement inscrit par sa mère Malika, à l'âge de trois ans, a l’ACS Morières.
Lorsqu'il est jeune, il se rend souvent au Stade Vélodrome pour assister aux matchs de l'Olympique de Marseille. Le premier match auquel il assiste est un match opposant l'OM à l'OGC Nice, avec la présence de joueurs comme Mario Balotelli, Younès Belhanda et Hatem Ben Arfa, qu'il dit admirer. Pendant une petite période, il est ramasseur de balle dans ce même stade,.
Il intègre tôt le football, en rejoignant l'Istres FC, et ensuite le Marignane-Gignac-Côte Bleue FC, avant de rejoindre l'USL Dunkerque, au nord de la France, conseillé à la cellule de recrutement de son directeur sportif Demba Ba.

### En club
Arrivé à l'USL Dunkerque le 4 janvier 2024, il est présenté au stade en tant que joueur prometteur déniché. Espérant jouer avec les U19, il est directement intégré en équipe première.
Au milieu de la saison 2023-2024, Gessime Yassine fait ses débuts professionnels, un peu plus d'une semaine plus tard, contre Grenoble Foot 38, en remplaçant Rémy Boissier à la 76e minute (match nul, 0-0). Une semaine plus tard, il reçoit sa première titularisation contre Le Puy Football 43 Auvergne en Coupe de France (défaite, 2-1). En fin de saison, le 20 avril, il inscrit son premier but professionnel contre Amiens SC, sur une passe décisive de Enzo Bardeli, offrant ainsi à son équipe les 3 points de la victoire. Plus tard, il révèle qu'il avait été, quelques mois auparavant, recalé par ce même club adversaire, lors d'une détection.
En fin de saison 2023-2024, il est élu meilleur joueur de la saison du club et nommé pour le titre de la meilleure pépite de Ligue 2, attirant ainsi l'intérêt de plusieurs clubs européens,.
Il débute la saison 2024-2025 en étant blessé : il ne peut commencer la saison en tant que titulaire. En septembre, il parvient à regagner sa place.

### En sélection
En mai 2024, il reçoit sa première convocation avec l'équipe du Maroc -20 ans, sélectionné par Mohamed Ouahbi pour une double confrontation contre la RD Congo -20 ans.
Lors d'un stage de préparation, il dispute une double confrontation contre la France -20 ans en octobre 2024, à Clairefontaine. Un mois plus tard, il participe à au tournoi l'UNAF, en Égypte. Il inscrit son premier but dans cette compétition, lors de la deuxième journée contre la Tunisie -20 ans (victoire, 2-1),.

## Style de jeu
Gaucher, dynamique, agile et parfaitement à l’aise balle au pied, Gessime Yassine s’est particulièrement amélioré dans sa vision du jeu, sa lecture des situations et son efficacité dans les petits espaces. Demba Ba, directeur sportif de l'USL Dunkerque, décrit Gessime Yassine comme un joueur au style similaire à Hatem Ben Arfa. Il met en avant ses qualités de dribbleur et sa fluidité dans les mouvements.

## Palmarès

### En sélection
- Maroc -20 ans
  - Championnat d'Afrique du Nord des nations
    -  Champion en 2024[19].

### Distinctions personnelles
- 2024 : Meilleur joueur de l'USL Dunkerque du mois de février, mars et avril 2024[18].
- 2024 : Élu pépite du mois de février 2024 en Ligue 2[18],[20].
- 2024 : Nommé pour le titre de la pépite de l'année en Ligue 2[18],[21].

### Sources
- Sebastien Denis, « Ligue 2 : l’ascension fulgurante de la pépite marocaine Gessime Yassine », Foot Mercato,‎ 7 juin 2024 (lire en ligne)